# 黃義雄
黃義雄（1936年4月24日—2016年9月10日）是台灣電視節目製作人、百是傳播董事長，嘉義縣民雄鄉人，人稱「寇桑」、「黃桑」（「寇」與「桑」均為台語外來語；「寇」為「黃」的日語發音之諧音，「桑」則源自，在日語中為對某人的尊稱），有「綜藝教父」之美名。

## 簡介
1968年與廣告模特兒蔡順卿結婚，1969年正式參與電視劇編寫與製作，1973年帶領創立初期員工人數只有五人的百是傳播製作中視歌唱節目《歌之林》一砲而紅，1978年設立百是傳播，也製作過《歡樂假期》、《歡樂一百點》、《世界非常奇妙》等膾炙人口的綜藝、歌唱、戲劇節目，2011年榮獲第46屆金鐘獎特別貢獻獎。
2015年，江蕙榮獲第26屆金曲獎特別貢獻獎，頒獎人是黃義雄。
2016年1月，黃義雄製作的民視歌唱選秀節目《明日之星Super Star》錄影時，主持人胡瓜罵工作人員，導致黃義雄與胡瓜爆發口角，胡瓜因此罷錄；2016年2月28日，黃義雄說，《明日之星Super Star》錄完本季就不會繼續做，感覺很可惜，但是沒辦法，他不滿胡瓜講話太隨便，就算胡瓜道歉也來不及了，接下來胡瓜的新節目不會有合作機會。
2016年9月11日，百是傳播證實，黃義雄於本月10日中午因肺部感染發炎導致器官衰竭病逝，享壽80歲。
2016年10月8日，第51屆金鐘獎電視金鐘獎頒獎典禮懷念黃義雄等已故電視人，主持人浩角翔起在舞台上向黃義雄敬禮。浩角翔起說，黃義雄相當提攜後輩，即使生病仍打點滴進百是傳播工作，從事電視業48年特別感謝其妻。謝炘昊（浩子）說，在江蕙告別巡迴演唱會最後一場，即使場面感人，黃義雄仍關注樂隊表現，足見黃義雄對工作的要求。浩角翔起回憶，黃義雄曾罹患直腸癌、肝癌與肺癌，生病期間堅持上工，最後痊癒，自言抗癌方法是「每天狂罵癌症」。

## 曾經製作過的節目
綜藝、歌唱節目
- 中視《歌之林》
- 中視《歡樂假期》
- 中視《挑戰》
- 中視《再來挑戰》
- 中視《歡樂街》
- 中視《歡樂隊對碰》
- 中視《歡樂一百點》
- 中視《歡樂喜碰碰》
- 中視《娛樂星聞 小燕有約》
- 中視《娛樂星聞 歡樂有約》
- 中視《歡樂八點見》
- 中視《非常男女》
- 台視《非常挑戰》
- 台視→中視《世界非常奇妙》
- 華視《真情相對》
- 中視《大家來說笑》
- 民視《綜藝大集合》
- 民視《綜藝大贏家》
- 華視《天才向前衝》
- 華視《天才衝衝衝》
- 衛視中文台《移動星樂園》
- 中天娛樂台《頂尖對決》
- 民視《明日之星Super Star》
- 緯來綜合台《浩角正翔起》

戲劇節目
- 台視《愛情大魔咒》

歌手電視專輯
- 中視千百惠電視專輯《千千夏日情》

特別節目
- 中視1989年特別節目《神仙、老虎、狗》（宣傳八點檔連續劇《好小子吉利》）

## 外部連結
- 百是傳播
- 百是傳播 心情分享 （页面存档备份，存于）